# José María Lado Rodríguez
José María Lado Rodríguez (l'Havana, 13 de setembre de 1895 - Madrid, 17 d'octubre de 1961) va ser un actor espanyol.

## Biografia
Va néixer a l'Havana. Fill d'emigrants de la península, no debuta en escena fins al seu retorn a Espanya. Es va formar com a actor a Barcelona, en la companyia de teatre d'Enric Borràs. La seva interpretació més coneguda va ser la del personatge al qual li toca un premi en la pel·lícula Historias de la radio, així com els de Tierra sedienta i La laguna negra.

## Filmografia
- Mi tío Jacinto (1956)
- Historias de la radio (1955)
- La laguna negra (1951)
- La corona negra (1951)
- Tierra sedienta (1949)
- El santuario no se rinde (1949)
- Mar abierto (1946)
- Sierra de Teruel (1939)

## Premis
Medalles del Cercle d'Escriptors Cinematogràfics
| Any  | Categoria              | Pel·lícula      | Resultat  |
| ---- | ---------------------- | --------------- | --------- |
| 1945 | Millor actor secundari | Tierra sedienta | Guanyador |